# ایندانیدین
ایندانیدین (به انگلیسی: Indanidine) با فرمول شیمیایی C۱۱H۱۳N۵ یک ترکیب شیمیایی با شناسه پاب‌کم ۱۲۱۹۲۵ است. که جرم مولی آن ۲۱۵٫۲۵۴۴۲ g/mol می‌باشد. 